# Oscar Páez Garcete
Oscar Páez Garcete (* 1. September 1937 in Loreto, Paraguay; † 29. März 2016 in Concepción) war Bischof von Alto Paraná.

## Leben
Oscar Páez Garcete empfing am 23. Dezember 1961 die Priesterweihe.
Papst Paul VI. ernannte ihn am 5. Juni 1978 zum Bischof von San Pedro. Der Apostolische Nuntius in Paraguay, Joseph Mees, spendete ihm am 19. August desselben Jahres die Bischofsweihe; Mitkonsekratoren waren Aníbal Maricevich Fleitas, Bischof von Concepción (Paraguay), und Demetrio Ignacio Aquino Aquino, Bischof von Caacupé.
Papst Johannes Paul II. ernannte ihn am 10. Juli 1993 zum Bischof von Alto Paraná. Am 5. Februar 2000 nahm Johannes Paul II. seinen vorzeitigen Rücktritt an.